# Облаз
О́блаз — село в Україні, у Горінчівській сільській громаді Хустського району Закарпатської області. Населення становить 219 осіб (станом на 2001 рік). Село розташоване в центрі Хустського району.

## Географія
| Клімат Облазу           | Клімат Облазу | Клімат Облазу | Клімат Облазу | Клімат Облазу | Клімат Облазу | Клімат Облазу | Клімат Облазу | Клімат Облазу | Клімат Облазу | Клімат Облазу | Клімат Облазу | Клімат Облазу | Клімат Облазу |
| Показник                | Січ.          | Лют.          | Бер.          | Квіт.         | Трав.         | Черв.         | Лип.          | Серп.         | Вер.          | Жовт.         | Лист.         | Груд.         | Рік           |
| Середній максимум, °C   | −0,5          | 1,5           | 7,1           | 13,7          | 19,0          | 21,7          | 23,5          | 23,2          | 19,2          | 13,8          | 6,5           | 1,4           | 12,5          |
| Середня температура, °C | −3,8          | −1,9          | 2,8           | 8,5           | 13,5          | 16,3          | 18,0          | 17,6          | 13,8          | 8,8           | 3,2           | −1,3          | 8,0           |
| Середній мінімум, °C    | −7,1          | −5,2          | −1,5          | 3,4           | 8,0           | 11,0          | 12,5          | 12,0          | 8,5           | 3,8           | 0,0           | −4            | 3,5           |
| Норма опадів, мм        | 49            | 44            | 45            | 56            | 82            | 103           | 91            | 80            | 53            | 47            | 54            | 64            | 768           |
| ----------------------- | ------------- | ------------- | ------------- | ------------- | ------------- | ------------- | ------------- | ------------- | ------------- | ------------- | ------------- | ------------- | ------------- |
| Джерело:                |               |               |               |               |               |               |               |               |               |               |               |               |               |

## Історія
Перша згадка у ХІХ столітті
Згадки у 1898-Ablaz, 1904-ben Oblaz, Forduló, 1907-Forduló, 1913-Forduló, 1944- Obláz, Облазъ, 1983- Облаз.

## Присілки
Садава
Садава - колишнє село в Україні, в Закарпатській області.
Обєднане з селом Облаз
Згадки: 16. sz.: Szadava, 1599: Szadava

## Населення
Станом на 1989 рік у селі проживали 237 осіб, серед них — 115 чоловіків і 122 жінки.
За даними перепису населення 2001 року у селі проживали 219 осіб. Рідною мовою назвали:
| Мова       | Кількість осіб | Відсоток |
| ---------- | -------------- | -------- |
| українська | 217            | 99,09%   |
| російська  | 2              | 0,91%    |

## Політика
Голова сільської ради — Довгій Людмила Василівна, 1969 року народження, вперше обрана у 2015 році. Інтереси громади представляють 14 депутатів сільської ради:
| Партія        | Кількість депутатів | Відсоток |
| ------------- | ------------------- | -------- |
| самовисування | 14                  | 100,00%  |